# Selendi
Selendi là một huyện thuộc tỉnh Manisa, Thổ Nhĩ Kỳ. Huyện có diện tích 701 km² và dân số thời điểm năm 2007 là 24355 người, mật độ 35 người/km².